# عقيليون هاشميون
العقيليون الهاشميون القرشيون ينتمون إلى عقيل بن أبي طالب الشقيق الأكبر لأمير المؤمنين علي بن أبي طالب. ولد بمكة المكرمة أمه فاطمة بنت أسد بن هاشم. ولد عقيل في سنة 581 ميلادية قبل البعثة النبوية بثلاثين سنة أي بعد ولادة النبي محمد بعشر سنين. يكنى بأبي يزيد.كان والده أبو طالب يحبه حباَ شديدا ولذا قال له رسول الله :إني لأحبك حبين حباً لك وحباً لحب أبي طالب لك.أعقب عقيل من الولد يزيد وسعيد وجعفر الأكبر وأبو سعيد الأحول ومسلم بن عقيل وعبد الله وعبد الرحمن وعبد الله الأصغر وعلي وجعفر الأصغر وحمزة وعثمان ومن البنات أم هانئ وأسماء وفاطمة وأم القاسم وزينب وأم النعمان ومن أولاده وأحفاده الذين استشهدوا مع الحسين في معركة الطف : جعفر وعبد الرحمن وعثمان، وعبد الله ومحمد ابنا مسلم بن عقيل. توفي في خلافة معاوية بن أبي سفيان في سنة خمسين وعمره ست وتسعون سنة ودفن في المدينة في البقيع الغرقد.ومن القبائل الهاشميه التي تنتمي إلى عقيل بن ابي طالب رضي لله عنه في هاذا العصر هم الرواجح في جنوب المملكة والزيالعه وآل باجابر وال عقيل والجباريت.